# Pozantı (district)
Pozantı is een Turks district in de provincie Adana en telt 19.215 inwoners (2017). Het district heeft een oppervlakte van 793,3 km². Hoofdplaats is Pozantı.
De bevolkingsontwikkeling van het district is weergegeven in onderstaande tabel.
| 1997   | 2000   | 2007   | 2017   |
| ------ | ------ | ------ | ------ |
| 22.367 | 21.756 | 19.896 | 19.215 |